# Giorgia (énekesnő, 1971)
Giorgia Todrani (Róma, 1971. április 26. –), művésznevén Giorgia, olasz énekesnő, az 1995-ös Sanremói Dalfesztivál egyik győztese.

## Élete

### Pályája

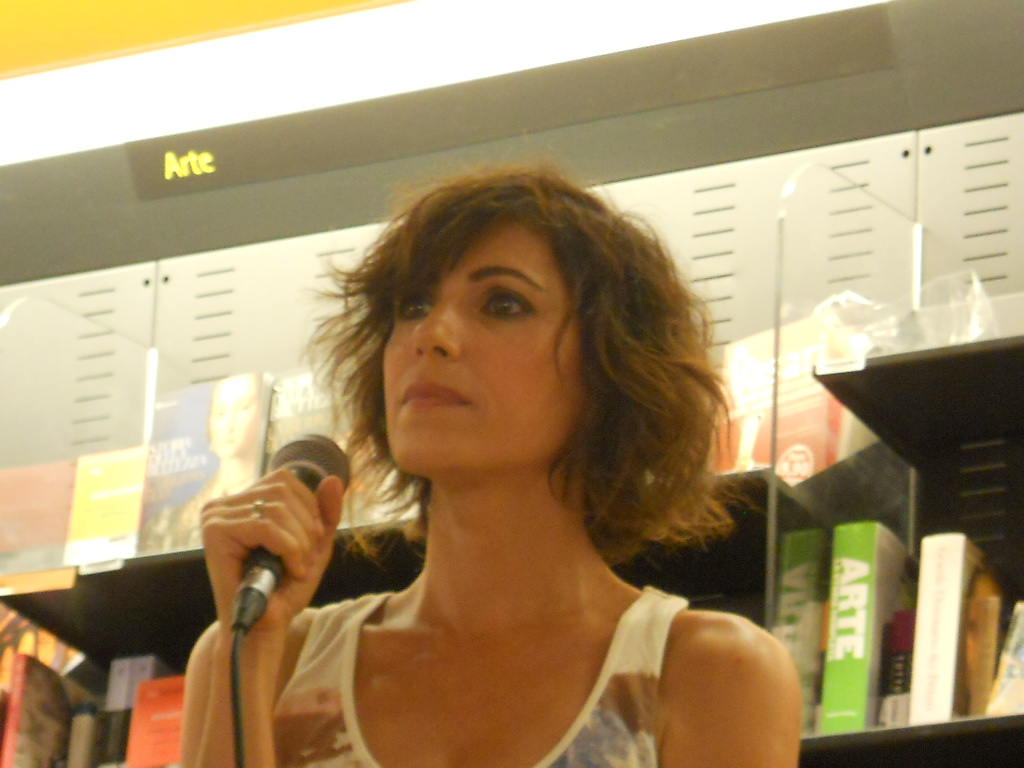
2011-ben

Zenész család gyermekeként született Rómában. 1994-ben tűnt fel először a Sanremói Dalfesztiválon az E poi (És aztán) című dalával, majd a következő évben a nagyok versenyét megnyerte a Come saprei (Hogyan tudnám) című dalával; ugyanekkor megnyerte a kritikusok díját is, ilyen kettős sikerre a fesztivál történetében őelőtte csak Domenico Modugno volt képes. Giorgia nyertes dalát Eros Ramazzotti, Adelio Cogliati és Vladi Tosetto írták. Debütáló lemezéből 150 ezer darab kelt el. Szintén 1995-ben készített duettet Andrea Bocellivel, dalának címe: Vivo per lei (Érte élek). Második albuma a Come Thelma & Louise, amelyből 300 ezer példányt kelt el. Azóta további kilenc lemezt adott ki.
1996-ban ismét részt vett a fesztiválon ezúttal a Strano il mio destino (Furcsa az én sorsom) című dallal, amivel 3. helyezett lett a versenyen.
1997-ben ismerkedett meg Pino Daniele énekes-dalszerzővel, aki segített Mangio troppa cioccolata (Túl sok csokoládét eszem) című lemezének elkészítésén. A lemez 1997 szeptemberében jelent meg, és 10 nap alatt 300 ezer példányt adtak el belőle. 
Bocelli mellett olyan művészekkel énekelt duetteket, mint Ray Charles, Herbie Hancock, Luciano Pavarotti, Ricky Fanté, Ronan Keating, Laura Pausini és Elton John. Ő volt az egyetlen olasz énekes, aki duettet énekelt utóbbival, a brit előadó „a világ egyik legjobb hangjának” nevezte Giorgiát. A Billboard magazin szintén úgy írt róla mint „az olasz énekesek egyik legnépszerűbbikéről”, és leszögezte, hogy „elérhette volna ugyanezt (a nagy sikert) az Amerikai Egyesült Államokban is”.
2002-ben jelentette meg első „Best of” albumát, Greatest hits – Le cose non vanno mai come credi címmel, amely több mint 700 000 példányban kelt el, és egy évnél is hosszabb időt töltött az olaszországi slágerlistákon.

### Magánélete
Giorgia 1997 és 2001 között jegyben járt Alex Baroni énekessel, aki 2002-ben motorbaleset következtében egy hónapig tartó kóma után 35 évesen meghalt, ami az énekesnőt mélyen megviselte és az ő emlékére írta Gocce di memoria (Emlékfoszlányok) című dalát. 2004 óta együtt él Emmanuele Lo énekes, táncos, koreográfussal, akitől 2010-ben született meg Samuele fia.

## Lemezei
- 1993 – I primi anni
- 1994 – Giorgia (kétszeres platinalemez)
- 1995 – Come Thelma & Louise (négyszeres platinalemez)
- 1996 – Strano il mio destino – Live & Studio 95/96 (háromszoros platinalemez)
- 1996 – One More Go Round
- 1997 – Mangio troppa cioccolata (gyémántlemez)
- 1999 – Giorgia España
- 1999 – Girasole (háromszoros platinalemez)
- 2001 – Senza ali (háromszoros platinalemez)
- 2002 – Greatest hits – Le cose non vanno mai come credi (gyémántlemez)
- 2003 – Ladra di vento (háromszoros platinalemez)
- 2004 – Ladra di vento live 03/04 (DVD, live)
- 2005 – Mtv Unplugged Giorgia (DVD is; háromszoros platinalemez)
- 2007 – Stonata (kétszeres platinalemez)
- 2008 – Spirito libero – Viaggi di voce 1992-2008 (kétszeres platinalemez)
- 2011 – Dietro le apparenze (platinalemez)
- 2013 – Senza paura